# Софія Перич
Софія Перич (серб. Софиjа Перић; нар. 26 квітня 2001 року, Київ, Україна) — сербська співачка.

## Біографія
Софія Перич народилася 26 квітня 2001 року в Києві, Україна. Походить зі змішаного шлюбу - батько - серб, мати - російсько-українського походження. Ще маленькою дівчинкою вона полюбила музику. Це помічають її батьки, які теж займаються музикою. Перший виступ на публіці у неї було у віці шести років.
Софія співає поп-музику. Наразі вона записала 4 сольні пісні. Вона брала участь у різних заходах і була гостем у кількох телевізійних шоу.

## Дискографія
- Први пут (2015)
- Тика Така (2016)
- Вечност и jедан дан (2017)
- Аритмиjа (2019)